# ديف باترسون
ديف باترسون (بالإنجليزية: Dave Patterson)‏ هو لاعب كرة قاعدة أمريكي، ولد في 25 يوليو 1956 في سبرينغفيلد في الولايات المتحدة.

## وصلات خارجية
- ديف باترسون على موقعبيزبول رفرنس.كوم (الدوري الرئيسي) (الإنجليزية)
- ديف باترسون على موقعبيزبول رفرنس.كوم (الدوري الثانوي) (الإنجليزية)